# Lac Copeland
Pour les articles homonymes, voir Copeland.
Le lac Copeland, en anglais Copeland Lake, est un lac de barrage dans l'État américain du Colorado. Il est situé à une altitude de 2 531 m dans le comté de Boulder et le parc national de Rocky Mountain.